# 부케데아구

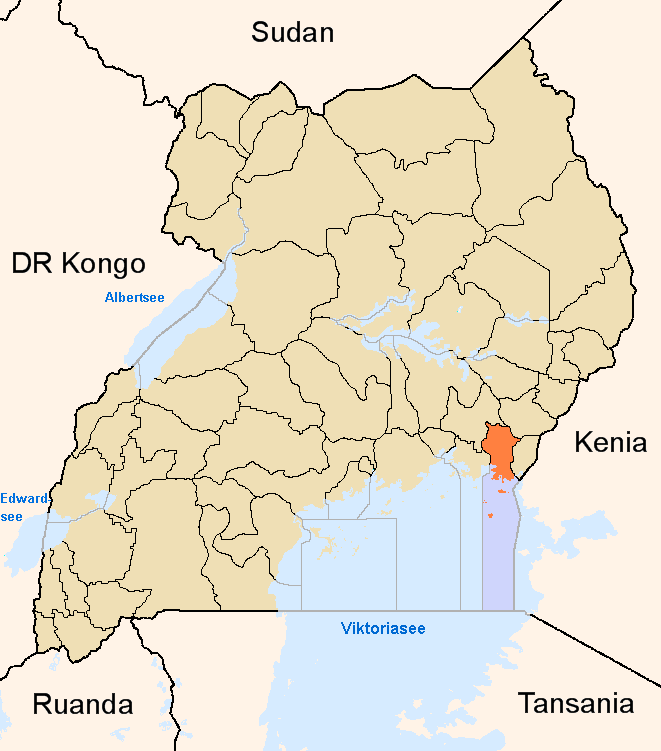
부기리 구의 위치

부케데아구(Bukedea)는 우간다 남동부에 위치한 구로, 행정 중심지는 부케데아이며 면적은 1,049.34km2, 인구는 122,527명(2002년 인구 조사 기준)이다.
행정 구역상으로는 동부 주에 속하며 1개 군(부케데아 군)을 관할한다. 북동쪽으로는 나카피리피리트 구, 동쪽으로는 시론코 구, 남쪽으로는 음발레 구, 남서쪽으로는 팔리사 구와 접한다.